# Pit Krüger
Pit Krüger (* 1. August 1934 in Mannheim; † 6. November 2003 in Frankfurt am Main) war ein deutscher Komiker, Sänger und Schauspieler.

## Biografie
Der Sohn des Schauspielers Bum Krüger wuchs in Frankfurt am Main auf und lernte Ballett an der Folkwang-Schule. Außerdem ließ er sich bei Jean Soubeyran in Pantomime ausbilden. Krüger begann seine Karriere 1959 am Düsseldorfer Schauspielhaus. Anschließend gab er zwei Jahre lang Gastspiele als Pantomime im Ensemble von Sobeyran. 1952 begann er seine Arbeit als Hörspielsprecher beim NWDR.
Unter Harry Buckwitz spielte er an den Städtischen Bühnen Frankfurt, denen er bis 1966 angehörte. In über 600 Vorstellungen verkörperte er in verschiedenen Städten den Alfred Doolittle in My Fair Lady. Als Gast trat er unter anderem bei den Bad Hersfelder Festspielen, an der Staatsoper Stuttgart, an der Deutschen Oper am Rhein, am Musiktheater im Revier, am Opernhaus Zürich, an der Oper Hannover, am Frankfurter Volkstheater sowie auf Tourneen auf.
Einer breiten Öffentlichkeit wurde er durch seine Fernsehauftritte als Sketch-Partner von Heinz Schenk im Blauen Bock und als Lockvogel von Paola und Kurt Felix in der Sendung Verstehen Sie Spaß? bekannt.
Krüger war in den 1960ern als Lastwagen-Beifahrer in der Fernsehserie Fernfahrer aktiv. Er gab oft den „komischen Kauz“, der sich nicht ganz für voll genommen sah, und der selbst seine Widersacher und das Leben nicht so furchtbar ernst nehmen wollte. In seinen Rollen verkörperte er den Menschenfreund und schien niemals von üblem Sinn; der kleine und füllige Mime spielte meist den sympathischen Zeitgenossen.
Krüger spielte 50 Jahre lang Theater und führte auch Regie. Er wirkte auch in einigen Fernsehserien (u. a. bei zwei Folgen der Krimiserie Tatort und bei mehreren Folgen der Serie Zum Stanglwirt) und bei der Synchronisation von Computerspielen (z. B. Gothic II) mit.
Pit Krüger starb am 6. November 2003 im Alter von 69 Jahren in der Universitätsklinik Frankfurt am Main an einer Herzschwäche. Die Beisetzung fand auf dem Südfriedhof der Stadt statt.

## Filmografie
- 1961: Des Kaisers neue Kleider
- 1962: Parlez-vous français?
- 1965: Radetzkymarsch
- 1963–1967: Fernfahrer
- 1968: Der deutsche Meister
- 1971: Rudi, benimm dich!
- 1972: Privatdetektiv Frank Kross – Folge 12: Der Ersatzmann
- 1973: Okay S.I.R. – Folge 24: Gefährliche Partnerschaft
- 1974: Der widerspenstige Heilige
- 1974: Goldfüchse
- 1975: Bitte keine Polizei – Folge 12: Honig und Pfeffer
- 1977: Graf Yoster gibt sich die Ehre – Doppelfolge: Ein Schloß in Österreich/Es gibt mehr Dinge...
- 1979: Zwei Mann um einen Herd
- 1979: Die Leute vom Domplatz
- 1980: Tatort: Der Zeuge
- 1981: Der Mann im Pyjama
- 1982: Regentropfen
- 1983: Die wilden Fünfziger
- 1983: Tatort: Miriam
- 1983: Bolero
- 1983: Der Androjäger – Folge 26: Knattersmann oder Ripp
- 1984: Bei Mudder Liesl (Fernsehserie)
- 1985: Geschichten aus der Heimat (Fernsehserie) Episode: Ortsgespräch
- 1986: Hessische Geschichten
- 1988: Ein Fall für Zwei (Fernsehserie)
- 1990: Heidi und Erni (Fernsehserie)
- 1990: Die Hallo-Sisters
- 1991: Wer Knecht ist, soll Knecht bleiben
- 1993: Younger and Younger
- 1994–1995: Zum Stanglwirt (Folge 21 & 37)
- 1995: Ein Richter zum Küssen
- 1995: Dr. Stefan Frank – Der Arzt, dem die Frauen vertrauen (Fernsehserie, Folge 1x03: Stunden der Angst)
- 1999: Großstadtrevier – Folge:  Hecht oder Brasse

## Hörspiele (Auswahl)
- 1981: Henry Slesar: Super-Girl / Supergirl (Lucas) – Regie: Heiner Schmidt (SDR)
- 1994: Gerhard Herm: Nur ein toter Indianer (Herr Frenzel) – Regie: Frank E. Hübner (Kriminalhörspiel – WDR)